# Іксодові кліщі
Іксодові кліщі (Ixodidae) — родина паразитоморфних кліщів ряду Ixodida.

## Опис

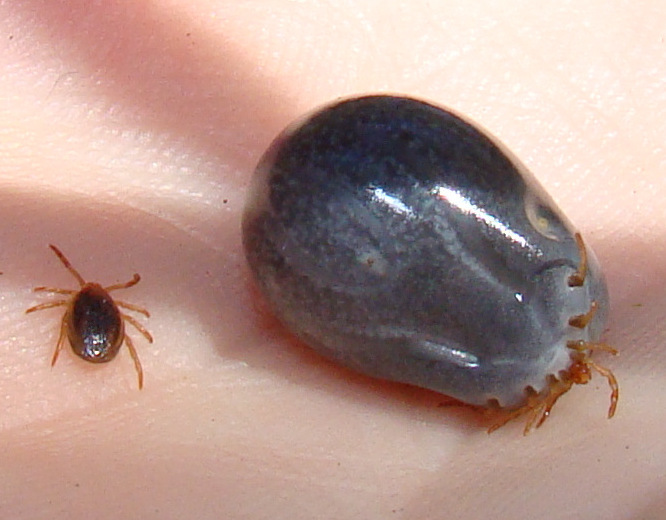
Порівняння розмірів голодного кліща та кліща після живлення

Всі іксодові кліщі є тимчасовими кровосисущими ектопаразитами людини і тварин. Тимчасовий господар, на якому вони харчуються, називається господарем. Це досить великі кліщі (їх розмір до 2 см залежно від ступеня насичення). Характерною особливістю цих кліщів є те, що покриви тіла і травна система самиці сильно розтяжні. Це дозволяє їм харчуватися рідко (іноді раз в житті), але багато. Ротовий апарат пристосований для проколювання шкіри і висмоктування крові. Хоботок має гіпостом: довгий сплощений виріст, на якому розташовані гострі, спрямовані до заду зубці. Хеліцери зазубрені з бічних сторін. З їх допомогою на шкірі хазяїна утворюється ранка, в яку занурюється гіпостом. При укусі в ранку вводиться слина, яка застигає навколо хоботка. Так кліщ може щільно прикріплятися до тіла господаря і мешкати на ньому довгий час (іноді до 1 місяця).
У самиці хітиновий щиток покриває не більше половини поверхні тіла, тому вони можуть поглинати значну кількість крові. Самці ж покриті нерозтяжним хітиновим щитком повністю.

## Спосіб життя
Іксодові кліщі мають значну плодовитість, яка протистоїть їх масовій загибелі в період голодування і відсутності господаря. Після харчування самиця відкладає в землю (нори дрібних гризунів, тріщини ґрунту, лісову підстилку) до 20 000 яєць. Але до статевозрілого стану з них доживає лише невелике число. З яйця вилуплюється личинка, яка харчується зазвичай одноразово на дрібних ссавцях (гризунах, комахоїдних) і ящірках. Потім сита личинка падає на землю, линяє і перетворюється в німфу. Вона крупніше попередньої стадії і харчується на зайцях, білках, щурах, ящірках тощо.. Після линьки вона перетворюється в статевозрілу особину — імаго. Дорослий кліщ смокче кров великих домашніх і диких ссавців (лисиць, вовків, собак) і людини.
Найчастіше кліщ під час розвитку змінює трьох господарів, на кожному з яких він харчується тільки один раз.
Багато іксодових кліщів пасивно підстерігають своїх господарів, але в таких місцях, де зустріч максимально імовірна: на кінцях гілочок на висоті до 1 м по стежинках, де пересуваються тварини. Однак деякі види здатні здійснювати активні пошукові рухи.

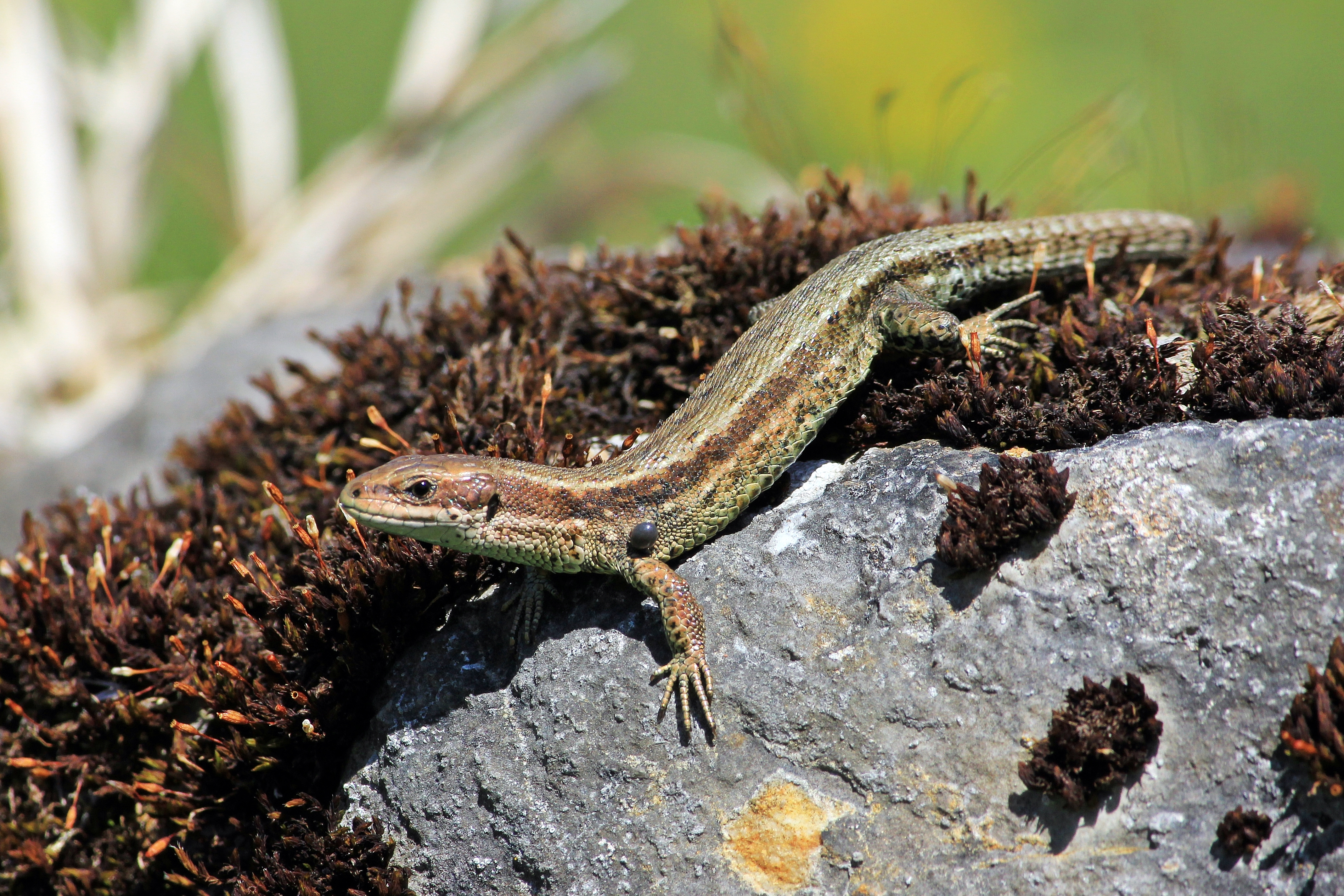
Іксодовий кліщ на ящірці живородній

Багато іксодових кліщів є переносниками збудників небезпечних захворювань людини і тварин. Серед цих захворювань найбільш відомі кліщовий весняно-літній енцефаліт (це вірусне захворювання). Віруси розмножуються в організмі кліща та накопичуються в слинних залозах і яєчниках. При укусі віруси потрапляють в ранку (відбувається трансмісивна передача вірусу). При відкладанні яєць віруси передаються наступним поколінням кліщів (трансоваріальна передача — через яйця).
Серед іксодових кліщів як переносників і природних резервуарів захворювань мають значення такі види: кліщ тайговий (Ixodes persulcatus), кліщ собачий (Ixodes ricinus), кліщі роду Dermatocenter (пасовищний кліщ) і Hyalomma.

## Класифікація
Родина містить 702 види у 14 родах,:
- Amblyomma — 130 видів
- Anomalohimalaya — три види
- Bothriocroton — сім видів
- Cosmiomma — один вид
- Cornupalpatum — один вид
- Compluriscutula — один вид
- Dermacentor — 34 види
- Haemaphysalis — 166 види
- Hyalomma — 27 видів
- Ixodes — 243 види
- Margaropus — три види
- Nosomma — два види
- Rhipicentor — два види
- Rhipicephalus — 82 види